# Monazite
La monazite n'est pas une espèce minérale mais un nom générique qui recouvre trois espèces distinctes : 
- la monazite-(Ce),
- la monazite-(La), et
- la monazite-(Nd).

## Inventeur et étymologie
Décrit par Johann August Friedrich Breithaupt en 1829. Du grec « monozoos » qui signifie « être seul », ce minéral était autrefois considéré comme rare.

## Topotype
Zlatooust, Monts Ilmen, Russie

## Cristallographie

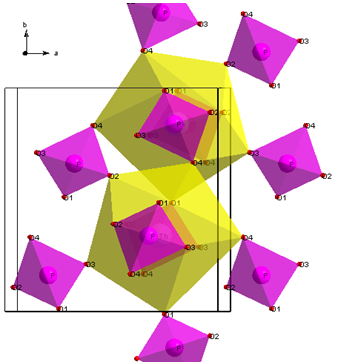
Structure de la monazite. Les tétraèdres, en violet, sont centrés sur P ; les polyèdres plus grands, en jaune, sont centrés sur CeIII ou un autre lanthanide (ou actinide). Les sommets des polyèdres sont des atomes d'oxygène.

La structure de la monazite consiste en tétraèdres PO4 avec des éléments des terres rares (cérium, lanthane ou gadolinium, principalement) en coordination huit.
Toutes les terres rares peuvent entrer dans la structure de la monazite, bien que parmi les pôles purs seulement LaPO4 et GdPO4 aient la structure de la monazite.
À cause de sa capacité à accepter l'uranium et le thorium, la monazite est le minéral le plus radioactif après l'uraninite, la thorianite et la thorite ; c'est d'ailleurs le minéral radioactif le plus commun et, dans plusieurs roches, le principal minéral hôte de l'uranium et du thorium.

## Synonymie
Cryptolite Wöhler (1846), Edwardsite Shepard (1837), Eremite Shepard (1837), Korarfveite, Kularite, Mengite Brooke (1831), Phosphocerite Watts (1849), Turnerite Lévy (1823).

## Gîtologie
C'est un minéral accessoire des granites, syénites et pegmatites, résistants à l'altération, qui peut se retrouver dans les sables alluviaux.

## Utilité
La décroissance radioactive, surtout sous forme d'émission alpha, peut endommager la structure cristalline de la monazite, qui passe à un état dit métamicte. La structure cristalline est obtenue à nouveau à partir de l'état métamicte par réchauffement. Grâce à cette propriété, la monazite a été envisagée comme possible matériau de stockage de déchets radioactifs.